# Expédition de Rainbow Bluff
Guerre de Sécession
Batailles
- Rainbow Bluff
- Fort Branch
- 1re Fort Fisher

- 2e Fort Fisher
- Wilmington

L' expédition de Rainbow Bluff a eu lieu le 9 décembre 1864 au cours de la guerre de Sécession. Les mines aquatiques confédérées obligent la force navale de l'Union à annuler l'expédition.

## Expédition
Le 9 décembre, une expédition, qui comprend la canonnière USS Wyalusing, part en amont de la Roanoke pour capturer Rainbow Bluff et un navire bélier confédéré, supposé être en construction à Halifax en Caroline du Nord. Alors qu'il est ancré à proximité de Jamesville, Caroline du Nord, l'Otsego, une autre canonnière est frappée par deux torpilles (mines) et coule jusqu'à son pont de canons. Bazely, un remorqueur, se place à côté de l'Otsego pour l'aider, mais il est aussi frappé par une torpille et coule immédiatement. Le Wyalusing et le reste de l'expédition abandonnent les deux navires partiellement coulés sous la protection de leurs propres canons émergés et se dirigent en amont de la rivière, draguant avec prudence les mines alors qu'ils avancent. Au moment où ils atteignent le point d'attaque, les positions confédérées sur Rainbow Bluff sont si bien armées et les approches si fortement parsemées de mines, que les navires de l'Union doivent abandonner l'expédition. Le Wyalusing et ses compagnons retournent à Plymouth le 28 décembre 1864 et reprennent le blocus et les activités de soutien amphibies.